# Kolumbia na Letnich Igrzyskach Olimpijskich 1932
Kolumbię na Letnich Igrzyskach Olimpijskich 1932 reprezentował 1 zawodnik. Był to 1. start reprezentacji Kolumbii na letnich igrzyskach olimpijskich.

## Reprezentanci

### Lekkoatletyka
| Zawodnik    | Konkurencja | Finał        | Finał        |
| Zawodnik    | Konkurencja | Czas         | Miejsce      |
| ----------- | ----------- | ------------ | ------------ |
| Jorge Perry | Maraton     | Nie ukończył | Nie ukończył |